# ميخائيل تشيخوف (كاتب)

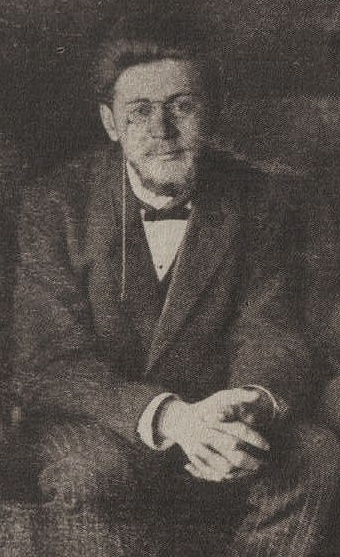
ميخائيل تشيخوف (1892)

ميخائيل بافلوفيتش تشيخوف (بالروسية: Михаил Павлович Чехов؛ ولد يوم 6 اكتوبر 1865 بمدينة طاغانروغ و توفي يوم 14 نوفمبر 1936 بمدينة يالتا وهو كاتب وناقد مسرحي روسي؛ وهو الأخ الأصغر وكاتب سيرة أنطون تشيخوف .

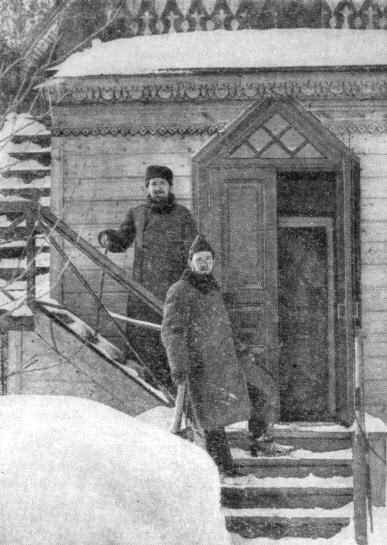
أنطون وميخائيل في مليخوفو